# Universidad Politécnica de Filipinas
La Universidad Politécnica de Filipinas (en Filipino: Politeknikong Unibersidad ng Pilipinas, en Inglés: Polytechnic University of the Philippines, frecuentemente abreviado como PUP) es una universidad de Estado mixta localizada en Santa Mesa, Manila, Filipinas.
Fue fundada el 19 de octubre de 1904 bajo el nombre de Manila Business School (MBS, facultad de gestión empresarial de Manila), con el objetivo de que fuera la escuela oficial de negocios de Manila. Hoy en día, ofrece programas de niveles universitarios superiores en distintos campos como las artes, ciencias humanas, finanzas, comunicación, derecho, ciencias sociales, y ciencias puras y aplicadas. Es reconocida por sus programas de negocios, tecnología e ingeniería.
- Datos: Q536171
- Multimedia: Polytechnic University of the Philippines / Q536171